# Municipio de Paola
El municipio de Paola (en inglés: Paola Township) es un municipio ubicado en el condado de Miami en el estado estadounidense de Kansas.  En el año 2010 tenía una población de 1091 habitantes y una densidad poblacional de 15,81 personas por km².

## Geografía
El municipio de Paola se encuentra ubicado en las coordenadas 38°35′26″N 94°54′11″O / 38.59056, -94.90306. Según la Oficina del Censo de los Estados Unidos, el municipio tiene una superficie total de 69 km², de la cual 68 km² corresponden a tierra firme y (1.45 %) 1 km² es agua.

## Demografía
Según el censo de 2010, había 1091 personas residiendo en el municipio de Paola. La densidad de población era de 15,81 hab./km². De los 1091 habitantes, el municipio de Paola estaba compuesto por el 95,97 % blancos, el 0,82 % eran afroamericanos, el 0,37 % eran amerindios, el 0,09 % eran asiáticos, el 0,73 % eran de otras razas y el 2,02 % eran de una mezcla de razas. Del total de la población el 1,19 % eran hispanos o latinos de cualquier raza.